# 장희빈 (1995년 드라마)
《장희빈》은 1995년 2월 20일부터 1995년 9월 26일까지 방송되었던 SBS 월화 드라마였다.

## 등장 인물

### 주요 인물
- 정선경: 장희빈 역
- 임호: 숙종 역
- 김원희: 인현왕후 민씨 역 (아역: 정후)

### 왕실 인물
- 김영애: 대왕대비 조씨 역
- 견미리: 명성왕후 김씨 역
- 장혜숙: 인경왕후 김씨 역
- 남주희: 숙빈 최씨 역
- 조현숙: 영빈 김씨 역

### 왕실 외 인물
- 김무생: 조사석 역
- 길용우: 장희재 역
- 정동환: 김석주 역
- 전병옥: 윤지완 역
- 최상훈: 동평군 역
- 김형일: 복창군 역
- 김인태: 김우명 역
- 김호영: 김만기 역
- 서우림: 윤이례(장옥정의 어머니) 역
- 사미자: 천상궁 역
- 정영숙: 오상궁 역
- 이종남: 김상궁 역
- 박주아: 상궁 역
- 권도경: 상궁 역
- 김정아
- 이치우: 허적 역
- 박영목: 윤휴 역
- 박종관: 허목 역
- 이정웅: 권대운 역
- 권소정
- 이하얀
- 이수나
- 신복숙
- 이대로: 송시열 역
- 오승명: 민정중 역
- 김흥기: 민유중 역
- 이덕희: 풍창부부인 조씨(인현왕후의 어머니) 역
- 맹호림: 김수항 역
- 차광수: 민진후 역
- 한인수: 남구만 역
- 노영국: 박태보 역
- 안해숙: 박태보의 부인 역
- 박칠용: 남용익 역
- 이도련: 심재 역
- 전국근: 유상운 역
- 양영준: 최규서 역
- 김기현: 김응하 역
- 장인한: 박세당 역
- 한태일: 오두인 역
- 박건식: 민암 역
- 김기진: 목내선 역
- 문회원: 최석정 역
- 라재웅: 김춘택 역

## 참고 사항
- 원래 《작별》 후속으로 기획된 작품이다. 강수연, 이영애, 신은경 등이 출연자 후보에 올랐으나 모두 불발되자 SBS는 캐스팅 문제 등을 고려하여 시간을 벌기 위해 《모래시계》를 대체 편성하였다.[1] 한편 장희빈 역의 후보로 올랐던 이영애는 1995년 7월부터 《장희빈》과 동시간에 방송한 KBS 2TV 월화 드라마 《서궁》 주인공이 되었다.[2]
- 숙종 역으로 출연한 임호는 작가 임충의 아들이다[3].

## 결방 및 편성 변경
- 5월 15일: 8시 50분부터 지역민방 개국 특집 2부작 드라마 《홀로 된다는 것은》 편성으로 결방
- 5월 16일: 7시 30분부터 가나 초청 올림픽 축구대표 환송전 《한국 VS 가나》 편성으로 9시 20분부터 25~26회가 연속 방송됐고 이 때문에 《고백》 결방
- 5월 22일: 8시 50분부터 27~28회 연속 방영
- 5월 23일: 6시부터 프로야구 《LG 트윈스 VS 삼성 라이온즈》, 《한화 이글스 VS OB 베어스》 2원 중계 편성으로 결방
- 6월 26일: 특집 《95 4대 선거 서울시장 3후보 좌담회》 편성으로 결방
- 6월 27일: 《95 4대 선거》 편성 등으로 결방
- 7월 3일: 38~39회 연속 방영
- 8월 14일: 9시 20분부터 50~51회 연속 방영
- 8월 15일: 9시 20분부터 2부작 특집 드라마 《국화와 칼》 편성으로 결방